# Wiseguy (TV-serie)
Wiseguy är en amerikansk kriminalserie som producerades av Paramount Television och sändes av CBS mellan 1987 och 1990.

## Handling
Serien följer agenterna vid en fiktiv avdelning inom FBI som infiltrerar organiserad brottslighet.

## Rollista i urval
- Ken Wahl – Vinnie Terranova
- Jonathan Banks – Frank McPike
- Jim Byrnes - Daniel Burroughs
- Steven Bauer - Michael Santana
- Cecil Hoffman - Hillary Stein